# MAGURA V5
Le MAGURA V5 (en anglais : Maritime Autonomous Guard Unmanned Robotic Apparatus V-5 c'est-à-dire « Appareil robotique autonome maritime ») est un navire de surface sans équipage et autonome (drone) utilisé par l'Ukraine lors de l'invasion de l'Ukraine par la Russie présenté en 2023. En mai 2025, une version agrandie, le MAGURA V7 est dévoilé à l'ocasion de sa première action militaire.

## Historique
Le nom Magura V5 suggère qu'il s'agit de la 5e génération de ce drone construit par la société ukrainienne SpetsTechnoExport.
Il est présenté pour la première fois au salon International Defense Industry Fair (Idef 2023) à Istanbul en Turquie, et peut être utilisé de manière très diversifiée. Dans un rapport du salon de l'armement, il est indiqué qu'il peut effectuer des patrouilles, des missions de reconnaissance, et également des attaques armées.
Des MAGURA V5 auraient été utilisés lors d'attaques contre la base navale russe de Sébastopol en octobre 2022, lors de l'attaque du pont de Crimée dans la nuit du 17 juillet, et le 1er août 2023, en mer Noire, contre ses patrouilleurs Sergueï Kotov et Vassili Bykov.
Le 4 août 2023, le navire de débarquement russe Olenegorsky Gornyak (classe Ropucha) est endommagé par un MAGURA V5.
Le 5 août 2023, l'agence de presse officielle russe Tass rapporte qu'un pétrolier russe, le Sig, a été endommagé après une attaque ukrainienne avec un MAGURA V5, dans le détroit de Kertch, près du pont de Crimée où la circulation a été temporairement bloquée,,.
En novembre 2023 un MAGURA V5 intact est retrouvé échoué sur les côtes criméennes ; il est récupéré par les forces russes. Selon certaines informations le drone se serait échoué à la suite d'une tempête en mer Noire qui aurait coupé la liaison entre l'opérateur et son drone.
Le 14 février 2024, plusieurs drones MAGURA V5 ont été utilisés pour attaquer et détruire le navire Tsezar Kounikov près de la ville côtière d'Aloupka, en Crimée occupée par la Russie,.
Le 5 mars 2024, le patrouilleur lance-missiles Sergueï Kotov est attaqué et détruit par des drones MAGURA V5, près de Theodosiia située à proximité du détroit de Kertch,,,,,.
En mai 2024, un Classe Mangoust est revendiqué détruit par un MAGURA V5 lors d'une mission dans la baie de Vouzka en Crimée occupée,.
En octobre 2024, les forces russes publient une vidéo ou ils s'entraînent à cibler le drone MAGURA V5 capturé en 2023 avec des drones FPV.
En décembre 2024, un hélicoptère Mi-8 russe a été détruit et un autre a été endommagé ou perdu.
En mai 2025, le renseignement militaire ukrainien [GUR], vidéo à l'appui, indique qu'un SU-30 russe a été abattu à 50 km à l’ouest du port de Novorossiisk à l'aide d'un missile R-73 Wympel par une de ses unités, le Groupe 13,, puis un second à l'aide d'un missile AIM-9 Sidewinder. Par la même occasion est révélé l'existence et l'usage d'un Magura V7, version plus grande : 8 m vs. 5,5 m, équipé de deux rampes pour missiles,.  

Magura V7

- Attaque contre le Tsezar Kounikov le 14 février 2024
- Attaque contre le Sergueï Kotov le 5 mars 2024
- Entrainement au ciblage du MAGURA V5 par des drones FPV.

## Caractéristiques des versions 5 et 7
| Caractéristique                             | Version 5                                     | Version 7                         |
| ------------------------------------------- | --------------------------------------------- | --------------------------------- |
| Longueur                                    | 5,5 m                                         | 7,2 m                             |
| Largeur                                     | 1,5 m                                         |                                   |
| Hauteur au-dessus de la ligne de flottaison | 0,5 m                                         |                                   |
| Masse totale                                | < 1 000 kg                                    |                                   |
| Charge utile                                | 320 kg                                        | 650 kg                            |
| Rayon d'action                              | jusqu'à 400 km                                | jusqu'à 1 000 km                  |
| Autonomie 1                                 | jusqu'à 800 km                                |                                   |
| Autonomie 2                                 | jusqu'à 60 h                                  |                                   |
| Charge explosive                            | jusqu'à 200 kg                                |                                   |
| Vitesse de croisière                        | 41 km/h                                       | 72 km/h                           |
| Vitesse maximale                            | 78 km/h                                       |                                   |
| Moteur                                      |                                               | 270 ch ; Diesel                   |
| Méthodes de navigation                      | GNSS automatique, centrale inertielle, visuel |                                   |
| Transfert d’informations vidéo              | jusqu’à trois flux vidéo HD                   |                                   |
| Cryptosécurité                              | Cryptage 256 bits                             |                                   |
| Armement                                    | Missile antiaérien guidé R-73                 | Missile antiaérien guidé AIM-9M/X |
| Coût                                        | 10 millions de UAH (UAH)                      |                                   |